# Тахо Найт Монстерз
«Тахо Найт Монстерз» (англ. Tahoe Knight Monsters) — профессиональная хоккейная команда, базирующаяся в районе озера Тахо. Команда выступает в ECHL с сезона 2024-25. Свои домашние матчи проводит в «Тахо Блю Ивент Центр» в Стейтлайне, штат Невада.

## История
10 июля 2023 года ECHL предоставила команду расширения в районе озера Тахо, которая начнёт играть в сезоне 2024-25. Группа владельцев состоит из Тима Тибоу и Дэвида Ходжеса. Клуб будет играть в недавно построенном «Тахо Блю Ивент Центр», расположенном в Стейтлайне, штат Невада, недалеко от Саут-Лейк-Тахо, штат Калифорния.
30 ноября 2023 года команда представила своё название и логотип, взяв вдохновение от фольклорного монстра Тахо Тесси.
16 июля 2024 года, после нескольких месяцев обсуждений и неопределённости, «Найт Монстерз» объявили о заключении многолетнего соглашения о сотрудничестве с «Вегас Голден Найтс» и «Хендерсон Силвер Найтс».